# أكمية تسمانية
أكمية تسمانية (الاسم العلمي:Aechmea tessmannii) هي نوع من النباتات تتبع جنس الأكمية من الفصيلة البروميلية.